# Drosophila subviridis
Drosophila subviridis är en tvåvingeart som beskrevs av Patterson och Gordon Mainland 1943. Drosophila subviridis ingår i släktet Drosophila och familjen daggflugor.
Artens utbredningsområde är Mexiko.